# 명탐정 코난: 코난과 에비죠 가부키의 18번 미스테리
《명탐정 코난: 코난과 에비죠 가부키의 18번 미스테리》(名探偵コナン コナンと海老蔵 歌舞伎十八番ミステリー)는 2016년 1월 9일과 16일 2주 연속 방송되었으며, 요미우리TV를 포함하여 닛폰 TV 계열에서 방송된《명탐정 코난》의 스페셜 프로그램이다. 애니메이션 제804, 805화에 해당한다.

## 주제가

### 여는 곡
〈날개〉
노래 · 작사 · 작곡 - 이나바 코시 / 편곡 - 이나바 코시 · 토쿠나가 아키히토

### 닫는 곡
〈운명의 룰렛을 돌리며〉
작사 - 사카이 이즈미 / 작곡 - 쿠리바야시 세이치로 / 편곡 - 이케다 다이스케 / 노래 - La PomPon
ZARD의 노래와 같은 제목인 〈운명의 룰렛을 돌리며〉를 커버 한 곡.